# Sympycnus tasmanicus
Sympycnus tasmanicus är en tvåvingeart som beskrevs av Octave Parent 1932. Sympycnus tasmanicus ingår i släktet Sympycnus och familjen styltflugor. Inga underarter finns listade i Catalogue of Life.